# 줄 (도구)

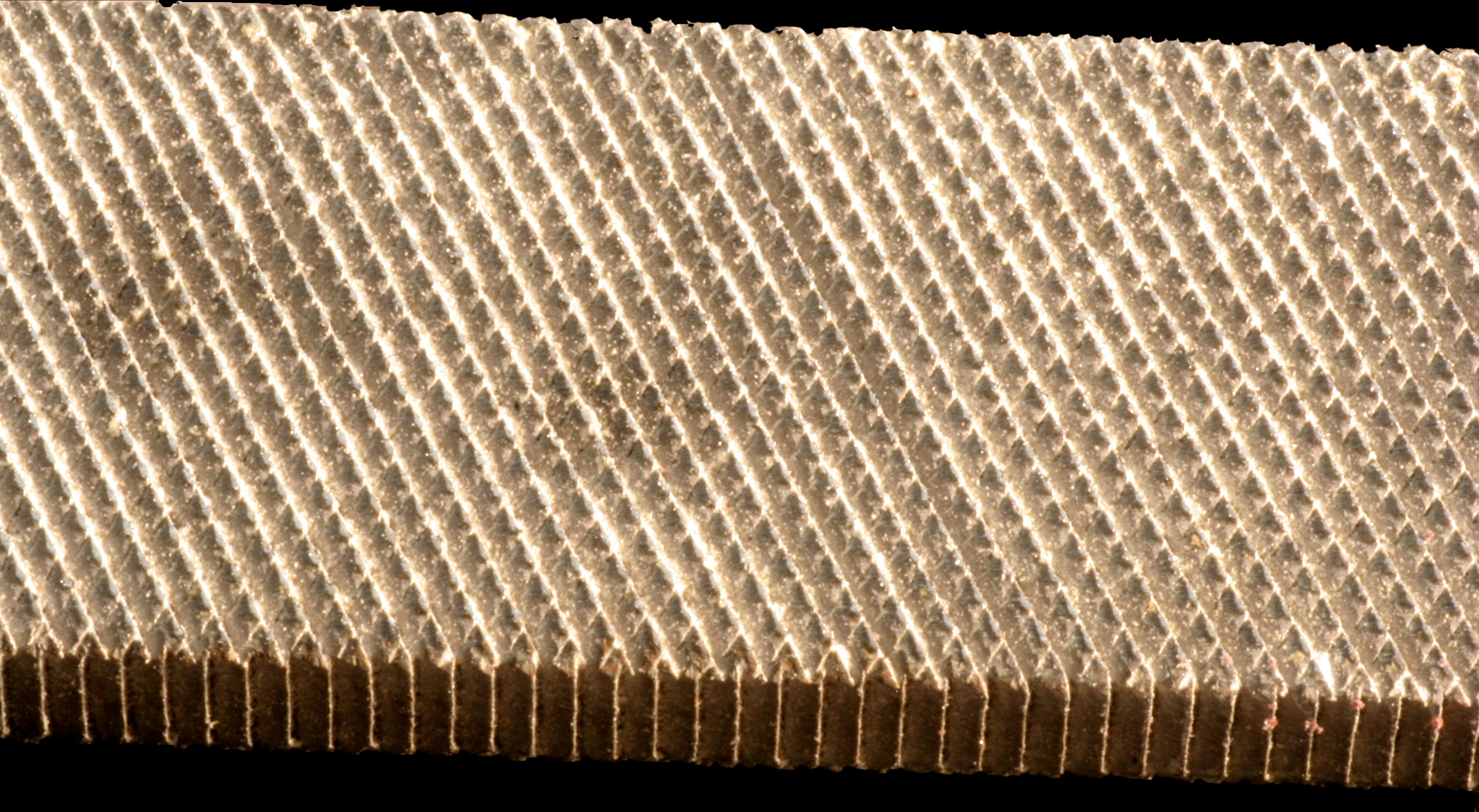
이중날 평줄 표면

줄(영어: File)은 목공 또는 금속 공작에서 작은 덩어리를 떼어 내거나 표면을 다듬기 위해 쓰이는 연장이다. 보통 강철로 된 표면에 평행한 골이 대각선 방향으로 나 있으며, 손잡이 부분을 부착하기 위해 맨 끝은 대개 가늘게 되어있다.

## 같이 보기
- 절삭공구